# Michel Dussuyer
Michel Dussuyer (Cannes, 28 mei 1959) is een voormalig profvoetballer uit Frankrijk, die speelde als doelman voor onder meer AS Cannes en OGC Nice. Na zijn actieve loopbaan stapte hij het trainersvak in. Dussuyer was sindsdien als voetbalcoach vooral werkzaam in Afrika. Op 29 januari 2017 levert hij zijn contract als bondscoach van Ivoorkust na het teleurstellend verlopen toernooi om de Afrika Cup, waar de Ivoriaanse voetbalploeg als titelverdediger reeds in de groepsfase strandt. 